# Phalloniscus punctatus
Phalloniscus punctatus là một loài chân đều trong họ Dubioniscidae. Loài này được Thomson miêu tả khoa học năm 1879.